# Ống giảm thanh

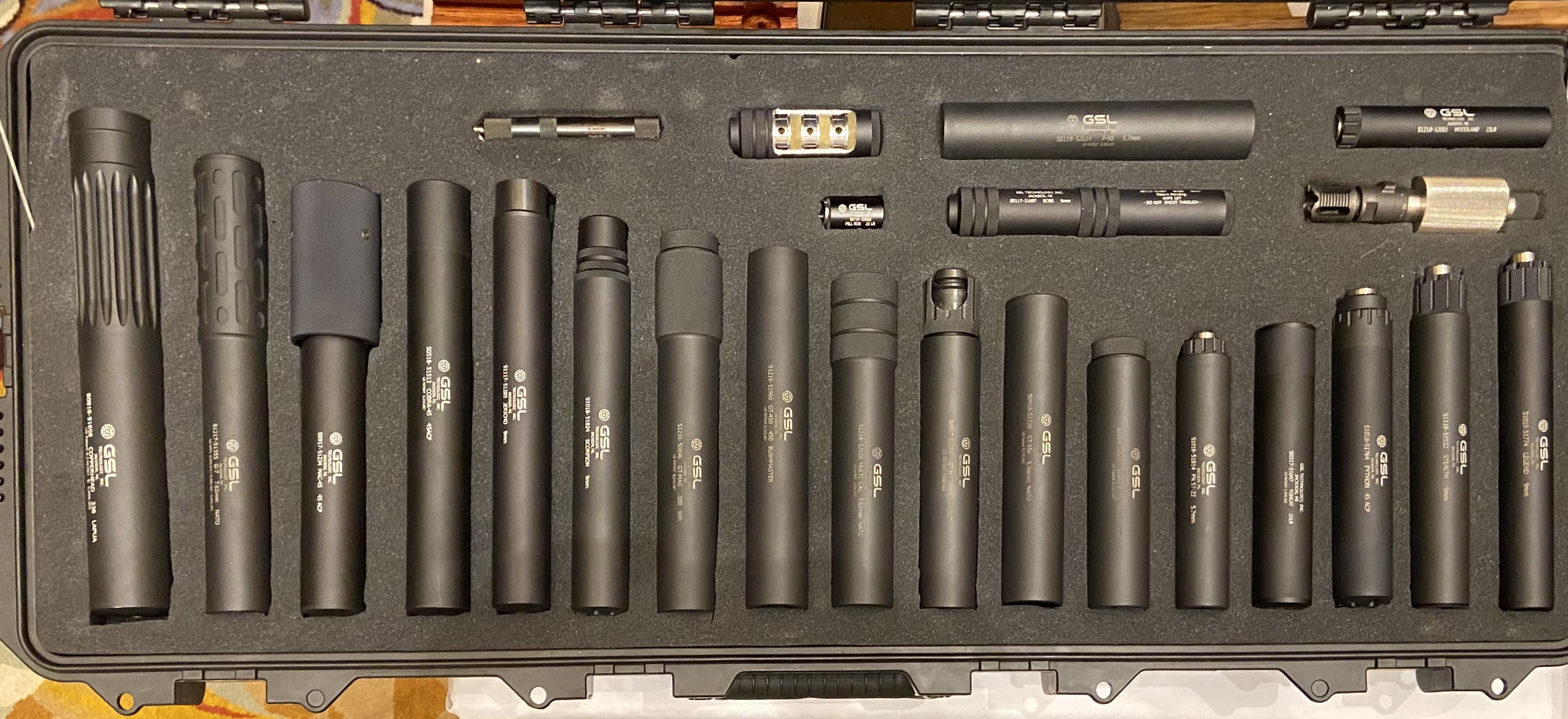
Một bộ ống giảm thanh do Gemtech sản xuất

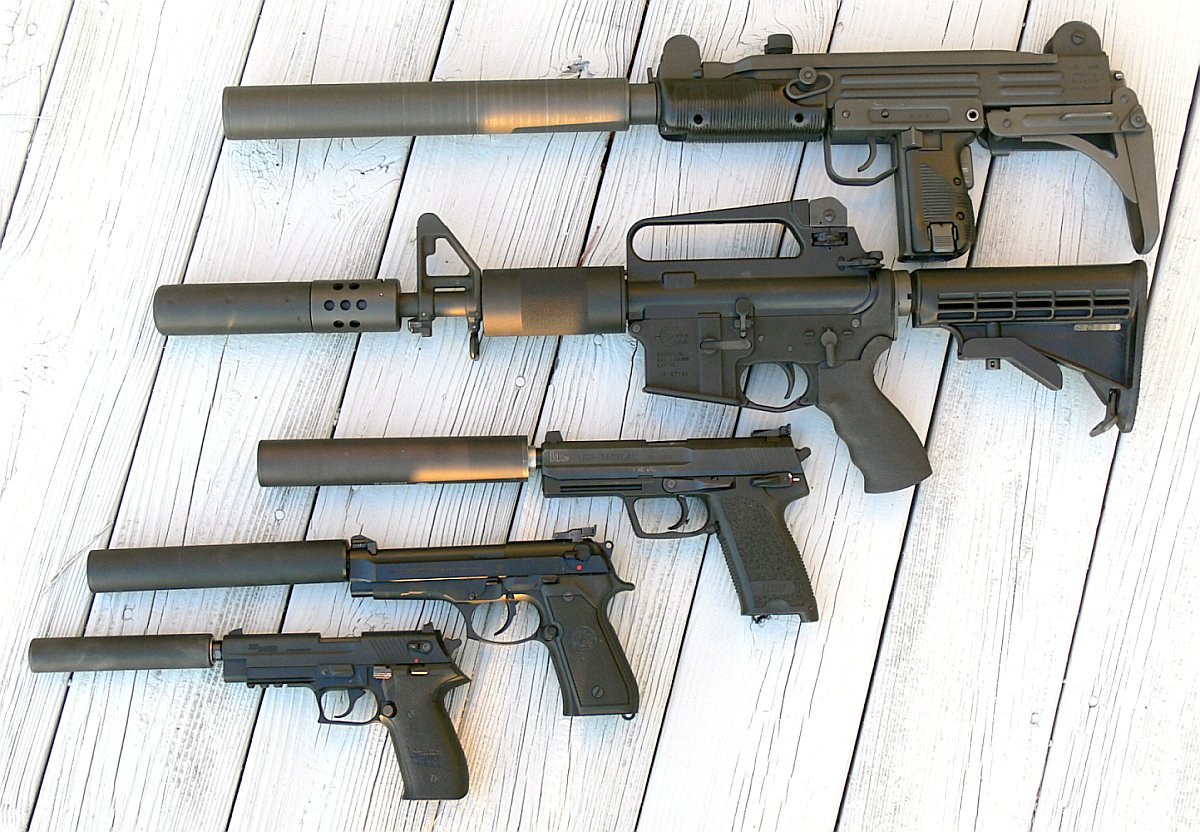
Hình ảnh các loại súng đã gắn ống giảm thanh (từ trên xuống dưới: UZI, AR-15, HK USP, Beretta 92FS, SIG Sauer Mosquito)

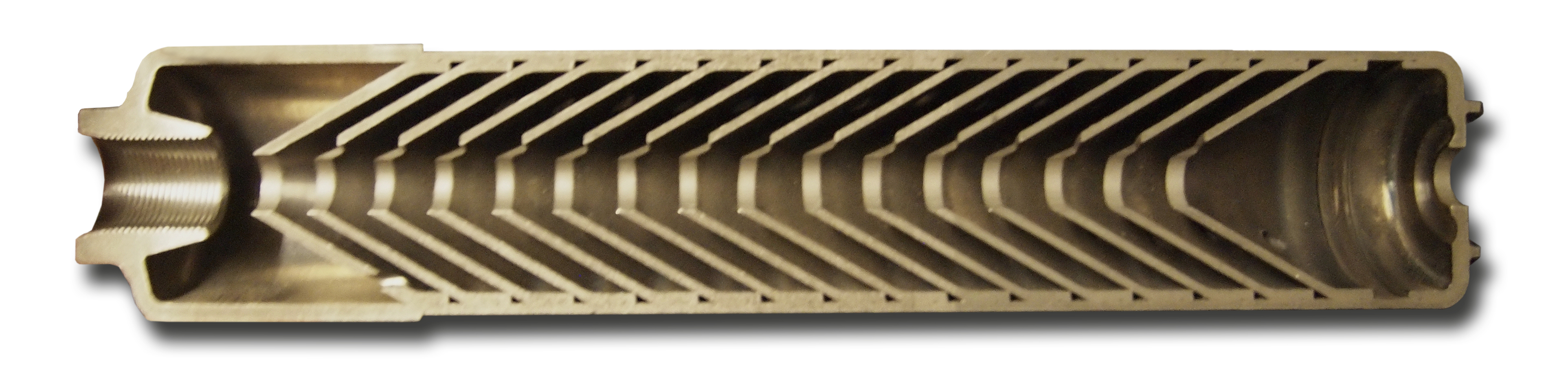
Mặt cắt của ống giảm thanh

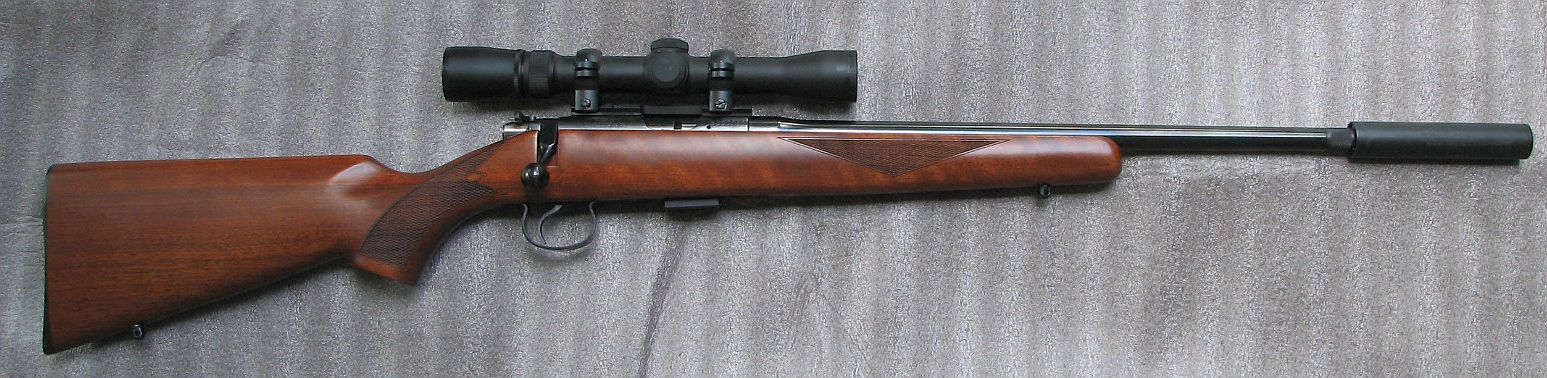
Súng trường CZ 452 Bolt-action rimfire với ống giảm thanh

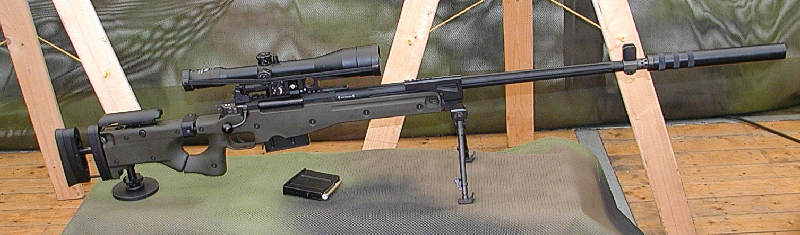
Súng trường bắn tỉa AWM-F với ống giảm thanh gắn kèm

Ống giảm thanh, hay còn gọi là nòng giảm thanh là bộ phận tùy chọn thêm của súng, được gắn trước nòng của đa số các loại súng như súng ngắn, súng trường tấn công, súng bắn tỉa, thậm chí là cả súng săn.
Nòng giảm thanh làm giảm áp suất và nhiệt độ của luồng khí nóng sinh ra trong nòng súng, giúp vũ khí khai hỏa ở độ ồn thấp hơn mức bình thường. Nó có tác dụng làm giảm đi đáng kể âm thanh do súng tạo ra khi bắn (âm thanh đập kíp nổ, âm thanh đầu đạn tách khỏi vỏ, âm thanh đạn vụt ra).
Tiếng nổ khi khai hỏa từ nòng súng khi đã gắn ống giảm thanh phụ thuộc vào chiều dài cũng như kết cấu bên trong của nó. Việc xạ thủ gắn ống giảm thanh khi tác chiến nhằm mục đích tránh bị đối phương phát hiện và đáp trả. Tuy nhiên việc sử dụng ống giảm thanh cũng có nhược điểm là làm cho súng trở nên cồng kềnh (đặc biệt là các khẩu súng trường và súng săn) và nặng hơn vì cấu tạo của chúng (trung bình khoảng 300-500g)
Nòng giảm thanh có nhiều loại và rất phong phú, đa dạng do các hãng thiết kế riêng cho từng loại súng và nhu cầu sử dụng.
Ngoài ra có nhiều người không thực sự hiểu và nhầm lẫn giữa 2 khái niệm Silencer và Suppressor,thực ra chúng đều chỉ chung 1 chức năng là giảm thanh cho súng,chỉ có chút khác biệt là:
- Silencer - Định nghĩa pháp lý cho thiết bị triệt tiêu âm thanh súng
- Suppressor - Định nghĩa kỹ thuật cho thiết bị triệt tiêu âm thanh súng

## Cấu tạo
Chúng được cấu tạo bởi những lá kim loại đặt nối tiếp ở bên trong ống để giảm dần âm thanh không bị tỏa toàn bộ ra khỏi nòng của ống. Cuối cùng phần âm thanh thoát được ra ngoài giảm đi còn rất nhỏ, đạt mục đích tránh bị phát hiện của xạ thủ.

## Sử dụng
Ống giảm thanh được gắn thêm trực tiếp vào nòng súng bằng khớp hoặc ren xoắn theo từng mẫu súng khác nhau.